# Nagy nyomorúság
A nagy nyomorúság a keresztény eszkatológiában használt kifejezés. A Bibliában Dániel próféciájában, továbbá az Újszövetségben, az evangéliumokban és a Jelenések könyvében találjuk meg.

## A Bibliában
Dániel könyve próféciájában. (héber szó: צָרָ֔ה)
- Abban az időben eljön Míkáél, a nagy vezér, aki a te néped mellett áll. Nyomorúságos idő lesz az, amilyen nem volt, mióta népek vannak, addig az időig. De abban az időben megmenekül néped, mindaz, aki be lesz írva a könyvbe. Azok közül, akik alusznak a föld porában, sokan felébrednek majd: némelyek örök életre, némelyek gyalázatra és örök utálatra.[1]

Az evangéliumokban Jézus tesz említést róla. (görög kifejezés: θλίβω)
- Amikor pedig meglátjátok a pusztító utálatosságot, ahogy Dániel próféta megmondta, ott állni a szent helyen - aki olvassa, értse meg! -, akkor azok, akik Júdeában vannak, meneküljenek a hegyekbe, aki a ház tetején van, ne szálljon le, hogy kihozzon valamit, és aki a mezőn van, ne térjen vissza, hogy elhozza felsőruháját. Jaj a terhes és a szoptató anyáknak azokban a napokban! Imádkozzatok, hogy ne kelljen télen, sem szombaton menekülnötök. Mert olyan nagy nyomorúság lesz akkor, amilyen nem volt a világ kezdete óta mostanáig, és nem is lesz soha. Ha nem rövidülnének meg azok a napok, nem menekülne meg egyetlen halandó sem, de a választottakért megrövidülnek azok a napok[4]
- Akkor, ha valaki ezt mondja nektek: Íme, itt a Krisztus, vagy amott: ne higgyétek! Mert hamis krisztusok és hamis próféták állnak majd elő, jeleket és csodákat tesznek, hogy megtévesszék - ha lehet - a választottakat is. Íme, előre megmondtam nektek! Ha tehát azt mondják nektek: Íme, a pusztában van, ne menjetek ki! Íme, a belső szobákban, ne higgyétek! Mert ahogyan a villámlás keletről támad, és ellátszik nyugatig, úgy lesz az Emberfiának az eljövetele is. Ahol a tetem, oda gyűlnek a saskeselyűk.”Közvetlenül ama napok nyomorúsága után pedig a nap elsötétedik, a hold nem fénylik, a csillagok lehullanak az égről, és az egek tartóerői megrendülnek. És akkor feltűnik az Emberfiának jele az égen, akkor jajgat a föld minden népe, és meglátják az Emberfiát eljönni az ég felhőin nagy hatalommal és dicsőséggel.[5]

A jelenések könyvében János evangélista látomásaiban tűnik fel. (görög kifejezés: τῆς θλίψεως τῆς μεγάλης)
- Ekkor megszólalt egy a vének közül, és megkérdezte tőlem: „Kik ezek a fehér ruhába öltözöttek, és honnan jöttek?” Ezt mondtam nekik: „Uram, te tudod”. Mire ő így válaszolt: „Ezek azok, akik a nagy nyomorúságból jöttek, és megmosták ruhájukat, és megfehérítették a Bárány vérében. Ezért vannak az Isten trónusa előtt..[6]

## Főbb értelmezések

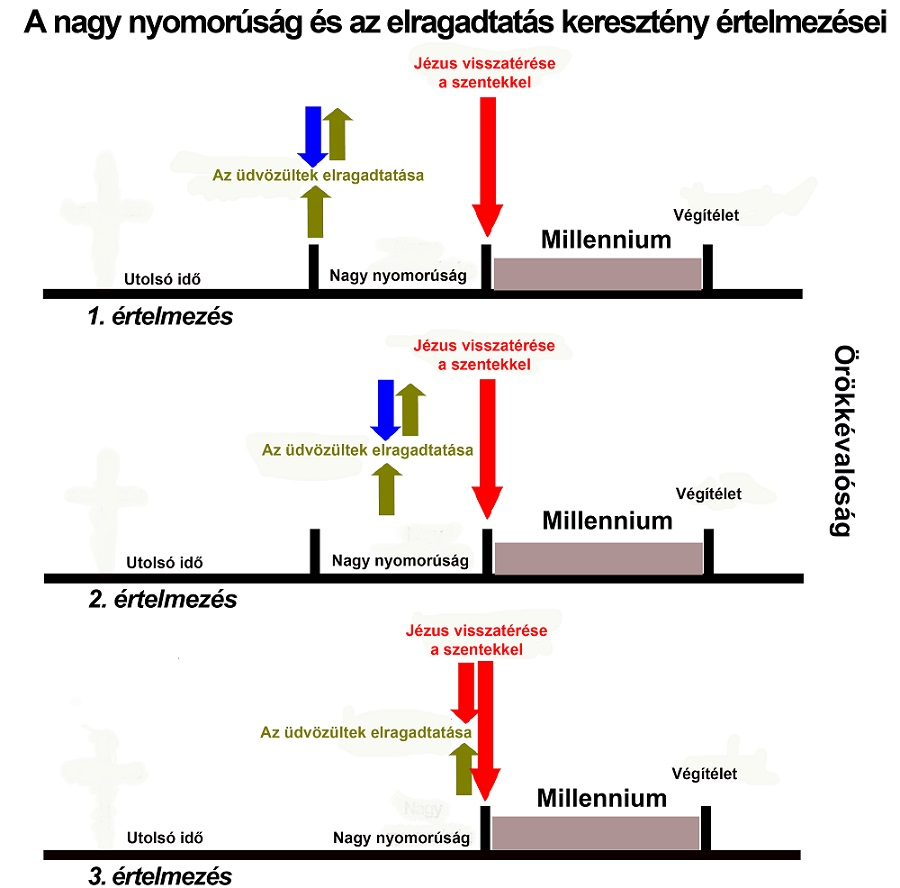
Az üdvözültek elragadtatásának különböző értelmezései: a nagy nyomorúság előtt, alatt vagy utána

A nagy nyomorúság keresztény értelmezései:
- A futurista nézeten belül több értelmezés. 1. Az igaz hívők elragadtatása után a földön maradt bűnösök világszéles katasztrófákat, éhínséget, háborúkat, fájdalmakat fognak megtapasztalni. 2. A nagy nyomorúság Jézus visszatérése előtt történik meg és az Armageddonban teljesedik ki.
- A preterista nézet szerint a nagy nyomorúság csak a zsidókra vonatkozott és Jeruzsálem pusztulása idején, az 1. században teljesedett.
- A történelmi értelmezési irányzat alapján a nagy nyomorúság a sötét középkor idején, a pápai hatalom üldözései alatt teljesedett. Több értelmezés alapján a nagy  nyomorúság még az utolsó idő végén is ismétlődik.

A hetednapi adventisták alapján az utolsó idők nagy nyomorúsága akkor kezdődik el, amikor megszűnik Krisztus mennyei közbenjárói munkája. Ekkorra minden ember örök sorsa eldől. Isten visszavonja a Földről a gonoszságot fékező Lelkét és kitöltetik a hét utolsó csapás.
- A Jehova Tanúi értelmezése alapján a nagy nyomorúságra vonatkozó prófécia két időszakra bontható: az első Júdeában volt az 1. században, a második a végidőben az egész világra kiterjed. Utóbbi kezdetén az összes hamis vallás elpusztul és a nyomorúság az Armageddonkor ér véget,[8] majd utána elkezdődik Isten királyságának ezeréves uralma.[9]

## Fordítás
Ez a szócikk részben vagy egészben  a   Great Tribulation című angol Wikipédia-szócikk fordításán alapul.  Az eredeti cikk szerkesztőit annak laptörténete sorolja fel. Ez a jelzés csupán a megfogalmazás eredetét és a szerzői jogokat jelzi, nem szolgál a cikkben szereplő információk forrásmegjelöléseként.